# Xã Fairmount, Quận Pike, Illinois
Xã Fairmount (tiếng Anh: Fairmount Township) là một xã thuộc quận Pike, tiểu bang Illinois, Hoa Kỳ. Năm 2010, dân số của xã này là 188 người.